# Aal de Dragonder
Aal de Dragonder (zm. przed 1710 w Rotterdamie) – transwestytka i żołnierka (dragonka), której szkielet wystawiono w teatrze anatomicznym w Rotterdamie. 

## Życie i śmierć
Aal była dragonką. Jakiś czas przed 1710 rokiem, prawdopodobnie w Rotterdamie, brała udział w walce między żołnierzami w której została zabita, według późniejszych doniesień została dźgnięta podczas walki ze swymi towarzyszami broni.

## Losy ciała
Dopiero po jej śmierci odkryto, że była kobietą. Jej ciała nie pochowano, lecz przekazano je założonej w 1642 r. szkole medycznej w Rotterdamie, a jej ciało prawdopodobnie wykorzystywano do zajęć z anatomii. Ostatecznie jej szkielet i spreparowana skóra zostały wystawione na wystawie w teatrze anatomicznym; jej szkielet trzymał miecz, siedząc na szkielecie konia.
W listopadzie 1710 roku niemieckiemu zwiedzającemu teatr anatomiczny, Zachariasowi Conradowi von Uffenbachowi, powiedziano, że ów szkielet na koniu to kobieta, która przez długi czas służyła w szeregach dragonów i została dźgnięta nożem przez swoich towarzyszy broni. Uffenbach napisał, że nosiła kapelusz z napisem „Aal de Dragonder” (Dragonka Aal).  Jej szkielet pozostał wystawiony na widok publiczny przez ponad wiek; w 1817 r. odwiedzający wystawę lekarz napisał, że w tym czasie szkielet był ubrany w zbroję. Prawdopodobnie zbiór został zlikwidowany w 1828 roku.